# Retortillo de Soria
Retortillo de Soria è un comune spagnolo di 218 abitanti situato nella comunità autonoma di Castiglia e León.